# Limbodessus
Limbodessus är ett släkte av skalbaggar. Limbodessus ingår i familjen dykare.

## Dottertaxa tillLimbodessus, i alfabetisk ordning[1]
- Limbodessus amabilis
- Limbodessus atypicalis
- Limbodessus barwidgeeensis
- Limbodessus bialveus
- Limbodessus bigbellensis
- Limbodessus capeensis
- Limbodessus challaensis
- Limbodessus cheesmanae
- Limbodessus compactus
- Limbodessus cooperi
- Limbodessus cueensis
- Limbodessus cunyuensis
- Limbodessus curviplicatus
- Limbodessus eberhardi
- Limbodessus exilis
- Limbodessus fridaywellensis
- Limbodessus gemellus
- Limbodessus gumwellensis
- Limbodessus hahni
- Limbodessus harleyi
- Limbodessus hillviewensis
- Limbodessus hinkleri
- Limbodessus inornatus
- Limbodessus insolitus
- Limbodessus jundeeensis
- Limbodessus karalundiensis
- Limbodessus kurutjutu
- Limbodessus lapostaae
- Limbodessus leysi
- Limbodessus lornaensis
- Limbodessus macrohinkleri
- Limbodessus macrolornaensis
- Limbodessus macrotarsus
- Limbodessus magnificus
- Limbodessus masonensis
- Limbodessus melitaensis
- Limbodessus microbubba
- Limbodessus micromelitaensis
- Limbodessus micrommatoion
- Limbodessus microocula
- Limbodessus millbilliensis
- Limbodessus mirandaae
- Limbodessus morgani
- Limbodessus murrumensis
- Limbodessus nambiensis
- Limbodessus narryerensis
- Limbodessus nyungduo
- Limbodessus occidentalis
- Limbodessus ordinarius
- Limbodessus padburyensis
- Limbodessus palmulaoides
- Limbodessus phoebeae
- Limbodessus pinnaclesensis
- Limbodessus praelargus
- Limbodessus pulpa
- Limbodessus raeae
- Limbodessus raesideensis
- Limbodessus rivulus
- Limbodessus shuckardii
- Limbodessus silus
- Limbodessus surreptitius
- Limbodessus sweetwatersensis
- Limbodessus trispinosus
- Limbodessus usitatus
- Limbodessus wilunaensis
- Limbodessus windarraensis
- Limbodessus wogarthaensis
- Limbodessus yandalensis
- Limbodessus yarrabubbaensis
- Limbodessus yuinmeryensis